# District de Mardan
Le district de Mardan (ourdou : ضلع مردان ; pachto : مردان ولسوالۍ) est une subdivision administrative de la province de Khyber Pakhtunkhwa au Pakistan. Constitué autour de sa capitale Mardan, le district est entouré par les districts de Malakand et Buner au nord, le district de Swabi à l'est, le district de Nowshera au sud, et enfin le district de Charsadda à l'ouest.
Le district est le deuxième plus peuplé des 25 districts que compte la province, avec près de 2,7 millions d'habitants en 2023. Sa capitale est Mardan et est par ailleurs la deuxième ville de la province. Il est surtout peuplé par des Pachtounes. Le district a aussi été touché par les attentats et opérations militaires liés à l'insurrection islamiste.

## Histoire

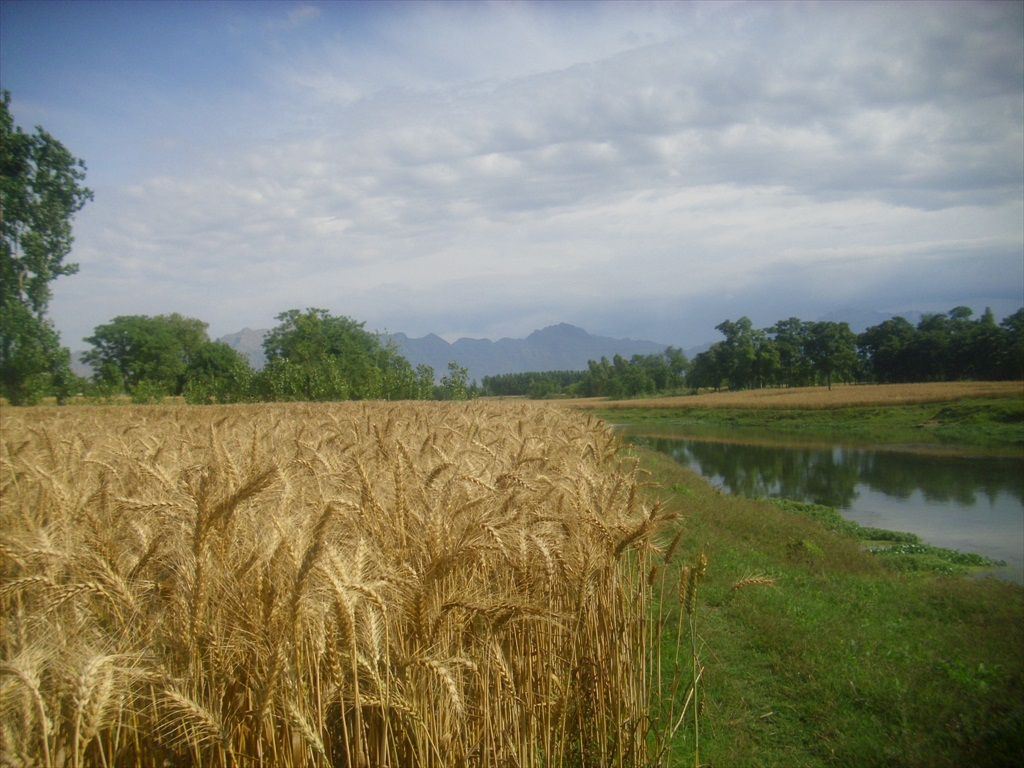
Terres cultivées dans le district.

La région de Mardan a été sous la domination de diverses puissances au cours de l'histoire, notamment le Sultanat de Delhi puis l'Empire moghol. Elle a ensuite été prise par l'Empire sikh en 1818, puis en 1848, elle est conquise par le Raj britannique. 
En 1947, Mardan est intégré au Pakistan à la suite de la partition des Indes, bien que la zone ait longtemps soutenu le mouvement Khudai Khidmatgar qui s'était opposé au mouvement pour le Pakistan. Des minorités hindoues et sikhes quittent alors la région pour rejoindre l'Inde, tandis que des migrants musulmans venus d'Inde s'y installent.

## Démographie
Lors du recensement de 1998, la population du district a été évaluée à 1 460 100 personnes, dont environ 17 % d'urbains, contre 33 % au niveau national et 17 % au niveau provincial. Le taux d'alphabétisation était de 37 % environ, soit moins que la moyenne nationale de 44 % mais plus que la moyenne provinciale de 35 %. Il se situait à 54 % pour les hommes et 18 % pour les femmes, soit un différentiel de 36 points, bien supérieur aux 23 points pour l'ensemble du pays ainsi qu'à celui de la province de 32 points,.
Le recensement suivant mené en 2017 pointe une population de 2 373 061 habitants, soit une croissance annuelle de 2,58 %, inférieure à la moyenne provinciale de 2,89 % mais supérieure à la moyenne nationale de 2,4 %. L'urbanisation augmente légèrement, à 18 % et l'alphabétisation progresse à 57 %, dont 72 % pour les hommes et 42 % pour les femmes. En 2023, la population atteint 2 744 898 habitants.
Selon le recensement de 2023, l'alphabétisation s'établit à 56 % des habitants, supérieure à la moyenne de la province de 51 %, dont 68 % pour les hommes et 43 % pour les femmes.
La population du district est majoritairement d'ethnie pachtoune et la langue la plus parlée est le pachto, à hauteur de 99 % des habitants, comme pour la plupart de la province.
Plus de 99 % de la population est musulmane, mais on trouve de petites minorités, dont 7 600 chrétiens, 380 hindous et 167 sikhs selon le recensement de 2023. Avant 1947, les hindous et les sikhs étaient nombreux dans le territoire qui constituait alors l'actuel district. En 1947, avec la partition de l'Inde et la création du Pakistan, plus de 90 % des hindous et des sikhs du district partirent en Inde, malgré les actions du mouvement Khudai Khidmatgar, opposé à la partition, qui évitera de nombreuses violences contre ces minorités religieuses.    

## Administration

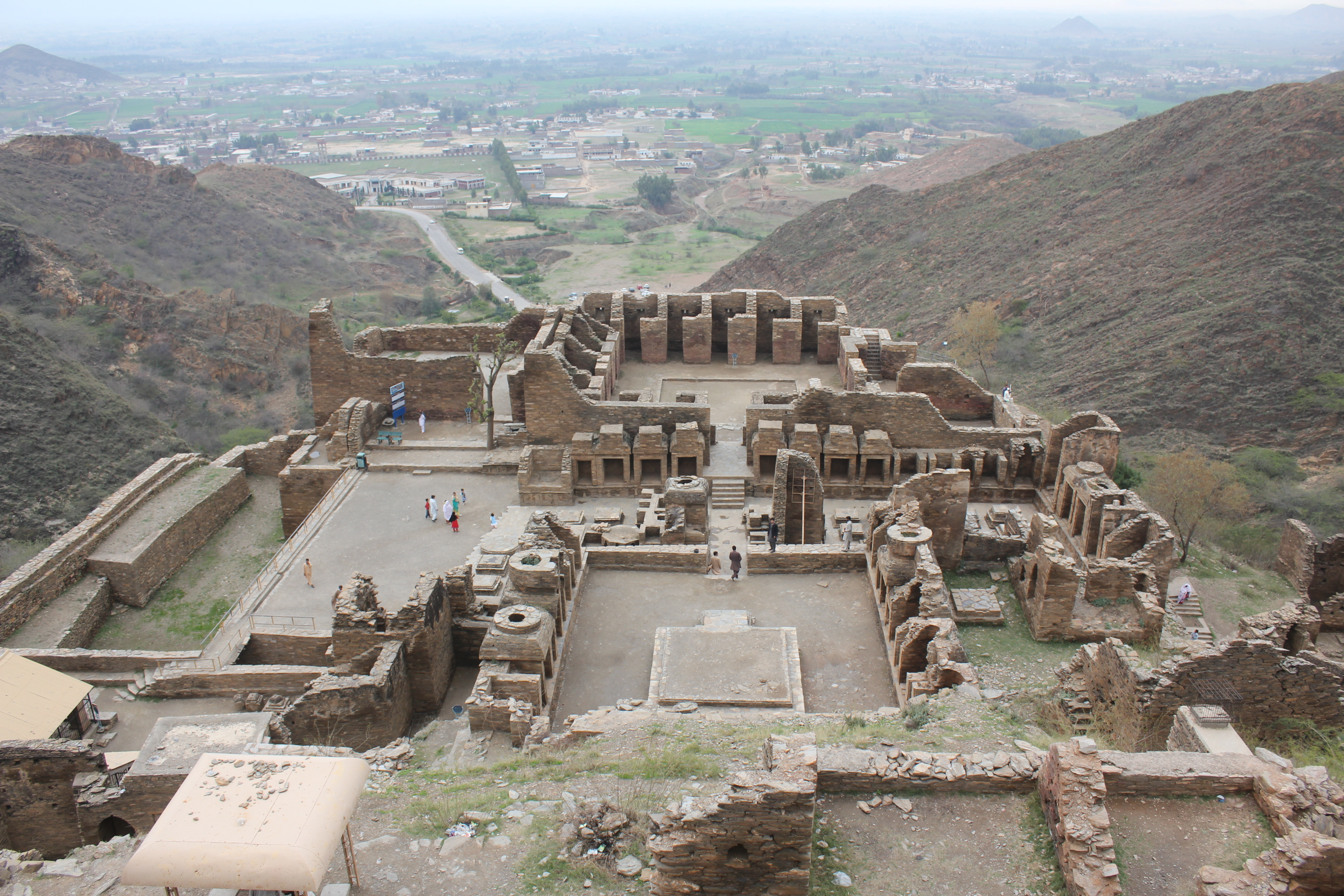
Le site archéologique de Takht-i-Bahi, et la ville en arrière-plan.

Le district est divisé en trois tehsils, Mardan, Katlang et Takht-i-Bahi, ainsi que 58 Union Councils et 231 municipalités. Le district compte seulement deux villes d'après le recensement de 2023. La plus importante est de loin la capitale Mardan, qui regroupe à elle seule près de 13 % de la population totale du district et 81 % de la population urbaine. Cette ville est la seconde plus peuplée de la province de Khyber Pakhtunkhwa, tout comme le district, après la capitale Peshawar.
| Ville        | Population (rec. 2023) |
| ------------ | ---------------------- |
| Mardan       | 368 302                |
| Takht-i-Bahi | 85 040                 |

## Conflit militaire
Du fait de sa proximité aux zones concernées par le conflit armé du Nord-Ouest du Pakistan, qui oppose l'armée à l'insurrection islamiste des talibans pakistanais, la région a connu des troubles et a servi de refuge aux populations déplacées. Les districts voisins ont en effet été directement impliqués dans la Seconde bataille de Swat en 2009, surtout le district de Swat, mais aussi les districts de Malakand et Buner, voisins au nord.

## Politique
De 2002 à 2018, trois députés représentent le district de Mardan à l'Assemblée nationale et huit le représentent à l'Assemblée provinciale de Khyber Pakhtunkhwa.
Durant les élections législatives de 2008, le Parti national Awami (parti régional et séculier) et le Parti du peuple pakistanais (vainqueur au niveau national) se sont démarqués dans le district de Mardan. Les deux partis ont profité du boycott des principales formations religieuses (à l'exception de la Jamiat Ulema-e-Islam) qui réalisent normalement des scores élevés dans cette partie du pays, d'où une faible participation (32,8 %). Le PPP a obtenu un siège national et quatre sièges locaux, le Parti national Awami un siège national et trois locaux et la Jamiat Ulema-e-Islam un de chaque.
| Parti                                 | Nombre de candidats | Voix    | %       | Députés élus |
| ------------------------------------- | ------------------- | ------- | ------- | ------------ |
| Parti du peuple pakistanais           | 8                   | 75 216  | 29,72 % | 4            |
| Parti national Awami                  | 8                   | 63 986  | 25,28 % | 3            |
| Jamiat Ulema-e-Islam (F)              | 8                   | 52 033  | 20,56 % | 1            |
| Ligue musulmane du Pakistan (Q)       | 8                   | 30 668  | 12,12 % | 0            |
| Parti du peuple pakistanais (Sherpao) | 5                   | 10 541  | 4,16 %  | 0            |
| Ligue musulmane du Pakistan (N)       | 6                   | 10 537  | 4,16 %  | 0            |
| Mouvement Muttahida Qaumi             | 3                   | 672     | 0,27 %  | 0            |
| Awami Himayat Tehreek Pakistan        | 1                   | 619     | 0,24 %  | 0            |
| Candidats indépendants                | 17                  | 8 843   | 3,49 %  | 0            |
| Total (participation : 32,72 %)       | 64                  | 253 115 | 100 %   | 8            |

Lors des élections législatives de 2013, les huit représentant provinciaux du district sont cinq députés du Mouvement du Pakistan pour la justice, deux du Parti national Awami et un indépendant.
Avec le redécoupage électoral de 2018, Mardan est représenté par les trois circonscriptions no 20 à 22 à l'Assemblée nationale et par les huit circonscriptions no 48 à 55 à l'Assemblée provinciale. Lors des élections de 2018, elles sont remportées par neuf candidats du Mouvement du Pakistan pour la justice, un de la Ligue musulmane du Pakistan (N) et un dernier Parti national Awami, qui se trouve être le seul élu du parti lors de cette élection, Ameer Haider Khan Hoti. 